# Ludwig Vörg
Pas d'image ? Cliquez ici
Ludwig Vörg, né le 19 octobre 1911 et mort le 22 juin 1941, est un alpiniste allemand qui le premier, en compagnie d'Heinrich Harrer, Fritz Kasparek, et Anderl Heckmair, gravit en 1938 la face nord de l'Eiger, laquelle était considérée comme infaisable à l'époque. Il réussit aussi la première ascension de la face ouest du mont Ouchba (Caucase) en 1936. Vörg trouve la mort le premier jour de l'opération Barbarossa, nom de code de l'invasion par le IIIe Reich de l'Union des républiques socialistes soviétiques (URSS), le 22 juin 1941.

## Tentative à la face nord de l'Eiger en 1937
Ludwig Vörg et Mathias Rebitsch avaient prévu une tentative à la face nord en 1937 quand ils apprennent que deux grimpeurs autrichiens, Franz Primas et Bertl Gollackner, sont coincés haut sur la face nord-est dans des conditions très difficiles. Vörg et Rebitsch entreprennent aussitôt l'ascension de la voie Lauper, lorsqu'ils sont pris à leur tour dans la tempête. La face n'est plus qu'un torrent et est balayée par des éboulements de rochers glacés et des avalanches. Ils sont obligés de bivouaquer haut dans la face sur une petite banquette rocheuse. Au matin, ils poussent jusqu'au refuge de l'arête Mittellegi pour faire sécher leurs affaires et se restaurer. Tard dans l'après-midi deux guides les informent que Franz Primas, épuisé et victime de gelures, avait été redescendu mais que Bertl Gollackner avait succombé 150 mètres sous le sommet. Vörg et Rebitsch se portent alors volontaires pour récupérer le corps et le redescendre le long de l'effilée arête Mittellegi.

## Ascension de la face nord de l'Eiger en 1938
Vörg tente cette fois l'ascension de la face nord de l'Eiger en compagnie d'Anderl Heckmair et les deux hommes se lancent à la poursuite d'une cordée qui les précède dans la course au sommet. Lorsqu'ils rattrapent l'équipe autrichienne composée d'Heinrich Harrer et de Fritz Kasparek (Vörg et Heckmair sont équipés de crampons à 12 pointes plus efficaces sur ce terrain alors qu'Harrer n'a pas de crampons du tout) ils décident de continuer à quatre. Lorsqu'ils atteignent le passage dénommé l'« araignée blanche », ils font face à une furieuse tempête, et sont bousculés par des avalanches.
Les quatre atteignent malgré tout le sommet le 24 juillet 1938.

## Le « roi du bivouac»
Ce surnom est donné en 1936 à Ludwig Vörg lors de la première ascension de la haute (près de 2 000 mètres) et très difficile paroi ouest verglacée du mont Ouchba.

## Mort
Vörg sert dans l'Armée allemande lorsqu'il est tué le 22 juin 1941 à Siolo sur le front de l’Est. Il est inscrit dans le livre commémoratif du cimetière allemand de Przemyśl en Pologne.